# Willy Mitterhuber
Wilhelm „Willy“ Mitterhuber (* 10. März 1927 in Kraiburg am Inn; † 19. Juni 2004 in Schirmitz) war ein deutscher Lyriker.

## Leben
Mitterhuber absolvierte eine kaufmännische Ausbildung. Danach war er als Schriftleiter bei den Vereinigten Heimatblättern in Mühldorf am Inn tätig. 1944 wurde er zum Reichsarbeitsdienst und bald darauf zum Wehrdienst herangezogen. Kurz vor Ende des Zweiten Weltkriegs kam er in Kriegsgefangenschaft. 1947 wurde er entlassen und fand 1948 eine Anstellung als Versicherungskaufmann. Ab 1952 war er Filialleiter der Münchener Glasfirma Riepolt für den Raum Nordbayern. Für diese Tätigkeit zog er in die Max-Reger-Stadt Weiden in der Oberpfalz. 1956 heiratete er seine Frau Maria, mit der er zwei Töchter (* 1957 und 1961) bekam.
Mitterhuber war aktives Mitglied der Regensburger Schriftstellergruppe International und verfasste um die 2.000 Gedichte. Viele davon veröffentlichte er in Anthologien, Jahrbüchern und Zeitschriften. Sein letzter Gedichtband mit dem Titel Gläsernes Glück blieb unvollendet.

## Veröffentlichungen (Auswahl)
- 1958: Die Stille tönt : Gedichte. Habbel, Regensburg.
- 1964: Begegnungen. Martin-Verlag Berger, Buxheim.
- 1965: Reif und Blüte : Gedichte. Martin-Verlag Berger, Buxheim.
- 1969: Fülle des Sommers (Chor-Partituren für 4-stimmigen Männerchor; 2-teiliges Werk; Texte: Mitterhuber; Komposition: Ernst Kutzer). Leuckart, München/Leipzig.
- 1976: Beglänzte Spur. Martin-Verlag Berger, Buxheim.
- 1982: Plus der Steine : Gedichte. Delp, München.
- 1988: Die Sanduhr : Gedichte. Von Loeper, Karlsruhe.
- 1991: Wege aus Licht : Gedichte. Buch- und Kunstverlag Oberpfalz, Amberg.
- 1995: Jenseits der Passhöhe : Gedichte. Buch- und Kunstverlag Oberpfalz, Amberg.
- 1995: Wurfseil zum Du : Briefe. Bodner, Pressath.
- 1997: Worte im Fallwind : Gedichte. Buch- und Kunstverlag Oberpfalz, Amberg.
- 2001: Lebenslinien : Gedichte. Buch- und Kunstverlag Oberpfalz, Amberg.

## Auszeichnungen/Ehrungen
- 1985: Einladung zu einer Lesung im Gasteig München durch Dietz-Rüdiger Moser
- 1988: Nordgaupreis des Oberpfälzer Kulturbundes in der Kategorie „Dichtung“
- 1994: 1. Preis beim Lyrischen Oktober in Bayreuth